# Landschaftsschutzgebiet Bachtal mit Grünland-Gehölzkomplex bei Hohensonne
Das Landschaftsschutzgebiet Bachtal mit Grünland Gehölzkomplex bei Hohensonne mit etwa 21 ha mit Flächengröße liegt im Gemeindegebiet von Extertal. Es wurde 2007 mit dem Landschaftsplan Nr. 5 Extertal durch den Kreistag des Kreises Lippe erstmals als Landschaftsschutzgebiet (LSG) ausgewiesen.

## Beschreibung
Das LSG umfasst einen steil abfallenden vielseitig strukturierten Talhang mit Quellbach beim Weiler Hohensonne (Extertal). Das Hanggrünland wird teilweise intensiv genutzt und ist teils brachgefallen. Ferner liegen Gehölzstreifen, Obstbaumbeständen, Laub- und Nadelwald. Am Quellbach steht altes Ufergehölz.
Der Landschaftsplan führt zum LSG aus: „Aufgrund des kleinflächigen Nutzungswechsels besitzt das Gebiet eine hohe Strukturvielfalt und eine große Bedeutung für das Landschaftsbild. Insbesondere die alten Gehölzbestände und Obstwiesen sind wertgebende Elemente.“

## Schutzzwecke für das LSG
Laut Landschaftsplan erfolgte die Ausweisung des LSG:
- „zur Erhaltung und Wiederherstellung der Leistungsfähigkeit des Naturhaushaltes in ökologisch besonders wertvoll strukturierten Bereichen mit Wasser-, Klima- und Biotopschutzfunktionen,“
- „zur Erhaltung und Wiederherstellung von Quellbereichen und naturnahen Fließgewässern, Grünland, Kalkhalbtrockenrasen und naturnahen Waldbereichen unter schiedlicher Feuchtestufen, Feldgehölzen, Hecken und Obstwiesen,“
- „zur Erhaltung morphologisch ausgeprägter Bereiche zur Sicherung der landschaftlichen Eigenart und Vielfalt für die Erholung,“
- „zur Erhaltung wertvoller Biotopkomplexe aus Wald-Grünlandbereichen, Fließgewässern und Quellen sowie Biotopen nach § 62 LG mit wichtigen Refugial-, Puffer-, Trittstein- und Vernetzungsfunktionen,“
- „zur Erhaltung und Wiederherstellung wichtiger Rückzugsräume für die bedrohte Tier- und Pflanzenwelt,“
- „zur Sicherung von kulturhistorisch bedeutsamen Landschaften, z. B. Terrassenkulturlandschaften,“
- „zur Sicherung der das Orts- und Landschaftsbild gliedernden und belebenden und die dörflichen Siedlungsstrukturen prägenden Freiraumelemente.“[1]